# Plexus hypogastrique inférieur

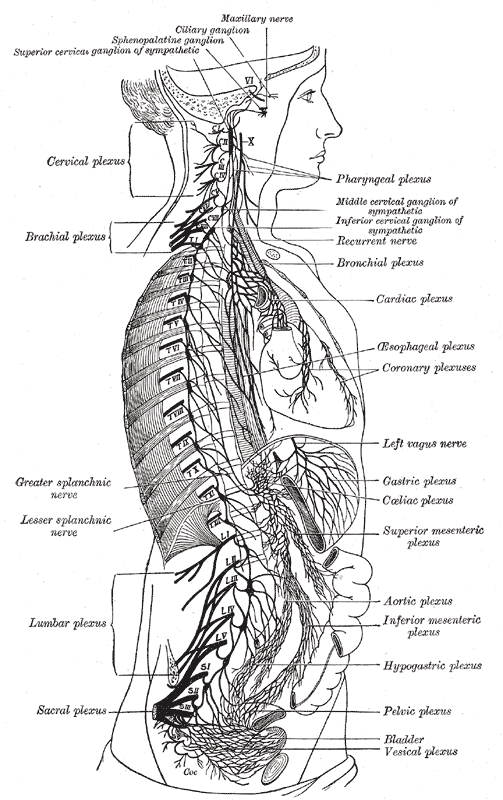
La chaîne sympathique droite et ses connexions avec les plexus thoracique, abdominal et pelvien

Le plexus hypogastrique inférieur en anatomie humaine est un plexus nerveux situé dans le pelvis. Ses lames nerveuses sont situées latéralement de chaque côté du rectum. Le plexus hypogastrique est inclus dans les lames sacro-recto-génito-pubiennes et sa présence diminue d'arrière en avant. Il se termine chez l'homme en arrière des vésicules séminales, et chez la femme en arrière du cul-de-sac recto-vaginal. 
Il relève du système nerveux autonome puisqu'il contient des fibres motrices et sensitives végétatives qui appartiennent aux systèmes sympathique et parasympathique. Ces fibres sont issues : 
- Pour le système sympathique : du plexus hypogastrique supérieur via le nerf hypogastrique d'une part ; et d'autre part des ganglions nerveux sacrés. 
- Pour le système parasympathique : des racines S2 S3 S4 qui donnent le nerf pudendal, duquel va naitre les nerfs érecteurs ou nerfs splanchniques pelviens à destinée du PHI. 
Au total, le plexus hypogastrique inférieur reçoit des afférences à la fois sympathiques et parasympathiques qui seront mixées afin de donner des branches efférentes qui se terminent au niveau des différents organes pelviens, permettant leur continence et vidange non volontaire, donc au niveau des sphincters et parois musculaires lisses, et chez l'homme au niveau des corps érectiles.  

## Rôle
Il joue un rôle dans la continence au niveau rectal avec le contingent orthosympathique qui a une action dilatatrice de l'ampoule rectale par relâchement musculaire et contracte le sphincter interne lisse. Le contingent parasympathique à destination rectal, ne fait pas relais dans ce plexus. 
Au niveau vésical les contingents orthosympathique et parasympathique dans le remplissage et la miction. Le premier permettant le remplissage de la vessie en relâchant le détrusor et en stimulant le sphincter interne lisse de la vessie. Le second permet quant à lui, de contracter le détrusor et de relâcher le sphincter interne lisse afin vider la vessie.